# 斉藤和義 弾き語りツアー 2017“雨に歌えば” Live at 中野サンプラザ 2017.06.21
『斉藤和義 弾き語りツアー 2017“雨に歌えば” Live at 中野サンプラザ 2017.06.21』（さいとうかずよしひきがたりツアー2017“あめにうたえば”ライブ・アット・なかのサンプラザ）は斉藤和義9枚目のライブ・アルバム。2017年10月25日発売。発売元はSPEEDSTAR RECORDS。規格品番：VICL-64830/1（ボーナスCD付初回盤：VIZL-1230）。

## 解説
2017年6月21日、東京・中野サンプラザで開催された「弾き語りツアー2017“雨に歌えば” 」公演の模様を録音したライブ・アルバム（初回盤：CD3枚・32曲、通常盤：CD2枚・23曲）。2012年以来5年振りの弾き語りツアーとなった。『25周年イヤー突入記念オリジナルグッズ・プレゼントキャンペーン』応募券封入。同日、本作の映像作品がBlu-rayとDVDで発売された。

## 収録曲
全曲　作詞・作曲・編曲：斉藤和義
Disc.1
1. 雨に歌えばのテーマ　（01:31）[3]
2. やさしくなりたい　（06:13）[3]
3. Are you ready?　（06:02）[3]
4. 歩いて帰ろう　（03:55）[3]
5. メトロに乗って　（05:21）[3]
6. それから　（05:40）[3]
7. かすみ草　（05:36）[3]
8. 新宿ララバイ　（05:09）[3]
9. 夢の果てまで　（05:08）[3]
10. 遺伝　（05:29）[3]
11. はるかぜ　（04:39）[3]
12. 映画監督　（04:01）[3]
13. 歌うたいのバラッド　（06:45）[3]

Disc.2
1. いたいけな秋　（10:09）[3]
2. 傷口　（05:16）[3]
3. カーラジオ　（04:15）[3]
4. ベリー ベリー ストロング ～アイネクライネ～　（06:26）[3]
5. I Love Me　（05:01）[3]
6. 行き先は未来　（05:33）[3]
7. ずっと好きだった（ENCORE）　（04:12）[3]
8. 空に星が綺麗（ENCORE）　（02:32）[3]
9. やわらかな日（ENCORE）　（05:25）[3]
10. ギター（ENCORE）　（04:02）[3]

Disc.3　初回盤のみ付属
1. やさしくなりたい　（06:28）[3]
2. 歩いて帰ろう　（04:04）[3]
3. マディウォーター　（04:45）[3]
4. シンデレラ　（05:42）[3]
5. 歌うたいのバラッド　（06:56）[3]
6. いたいけな秋　（12:09）[3]
7. ずっと好きだった　（04:19）[3]
8. 空に星が綺麗　（02:41）[3]
9. やわらかな日　（05:33）[3]